# Richtlinie 2014/68/EU über Druckgeräte
Die Richtlinie 2014/68/EU des Europäischen Parlaments und des Rates vom 15. Mai 2014 zur Harmonisierung der Rechtsvorschriften der Mitgliedstaaten über die Bereitstellung von Druckgeräten auf dem Markt (im Deutschen als Druckgeräterichtlinie (DGRL), im Englischen als Pressure Equipment Directive (PED) bezeichnet) legt die Anforderungen an die Druckgeräte für das Inverkehrbringen innerhalb des Europäischen Wirtschaftsraumes (EWR) fest. Sie wurde im Amtsblatt der Europäischen Union L 189 vom 27. Juni 2014, S. 164, veröffentlicht.

## Erwägungsgrundsatz
Vor Einführung der Druckgeräterichtlinie (Übergangsfrist zwischen 1997 und 2002) waren nationale Vorschriften für den Bau von Druckgeräten anzuwenden; dies waren die Druckbehälterverordnung und die Dampfkesselverordnung in Verbindung mit nationalem Regelwerk (AD-Regelwerk, TRD, TRB). Mit der Einführung der Druckgeräterichtlinie sollten die Mindestanforderungen auf dem Gebiet des gemeinsamen Marktes im Hinblick auf druckbedingte Risiken harmonisiert werden.
Die Druckgeräterichtlinie ist, wie alle europäischen Richtlinien, an die Mitgliedsstaaten gerichtet und sie muss daher von den einzelnen Mitgliedstaaten in nationales Recht umgesetzt werden. In Deutschland erfolgt dies durch das Produktsicherheitsgesetz (ProdSG) – welches das bis Ende 2011 geltende Geräte- und Produktsicherheitsgesetz ablöste – und die darauf basierende Druckgeräteverordnung (14. ProdSV). Bereits seit dem 29. Mai 2002 war die damalige Druckgeräterichtlinie 97/23/EG in der gesamten Europäischen Union verbindlich.
Für ortsbewegliche Druckgeräte (beispielsweise Gasflaschen, Druckfässer, bis hin zu Tankcontainern) gilt jedoch die Richtlinie 2010/35/EU (Transportable Pressure Equipment Directive, kurz TPED). Ihre nationale Umsetzung in Deutschland findet sie in der Verordnung über ortsbewegliche Druckgeräte (OrtsDruckV). Die Umsetzung in Österreich erfolgt durch die Verordnung des Bundesministers für Wirtschaft, Familie und Jugend über sicherheitstechnische Bestimmungen für Versandbehälter – Versandbehälterverordnung 2011 (VBV 2011).

## Geltungsbereich
Als Druckgeräte im Sinne dieser Richtlinie gelten
- Druckbehälter und überhitzungsgefährdete Druckgeräte (z. B. Dampfkessel), soweit sie nicht der Beförderung von Fluiden dienen,
- Rohrleitungen soweit es sich nicht um Rohrfernleitungen handelt,
- druckhaltende Ausrüstungsteile und
- Ausrüstungsteile mit Sicherheitsfunktion

mit einem inneren Überdruck von mehr als 0,5 bar.

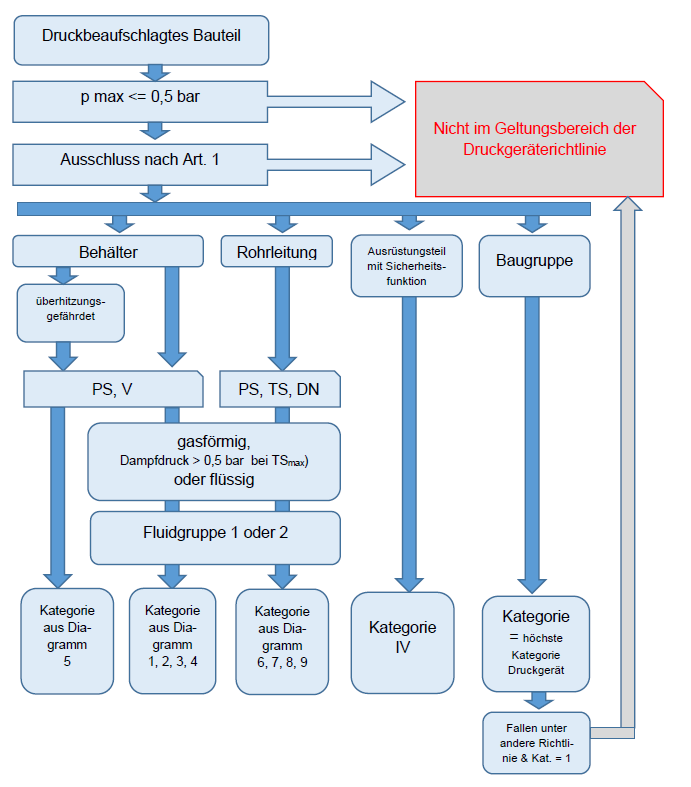
Roadmap Druckgeräterichtlinie für die Einstufung von Druckgeräten in Kategorien

Nicht in den Anwendungsbereich der Richtlinie fallen unter anderem
- Druckgeräte, die aus einer flexiblen Umhüllung bestehen, z. B. Luftreifen, Luftkissen, Spielbälle, aufblasbare Boote und andere ähnliche Druckbehälter
- Flaschen und Dosen für kohlensäurehaltige Getränke, die für den Endverbrauch bestimmt sind
- Heizkörper und Rohrleitungen in Warmwasserheizsystemen
- einfache Druckbehälter gemäß der Richtlinie 2014/29/EU
- Maschinengehäuse, die bezogen auf den Innendruck überdimensioniert sind (Verdichter, Turbinen).

Der Hersteller kann auch Baugruppen mit mehreren Druckgeräten in Verkehr bringen, die zu einer funktionalen Einheit verbunden werden (Art. 2 Ziffer 6 der Richtlinie). Diese Baugruppen müssen auch mit der erforderlichen sicherheitstechnischen Ausrüstung (z. B. Sicherheitsventile, Flüssigstandsensoren einschließlich Steuerung und den Aktoren).

## Einstufung von Druckgeräten
Für Behälter und Rohrleitungen muss anhand des Gefahrenpotential eine Kategorie ermittelt werden. Die Kategorien reichen auf steigend mit dem Gefahrenpotential den Wert 1 bis 4. Für Druckgeräte unterhalb von bestimmten Grenzwerten liegen, muss nach Art. 4(3) die gute Ingenieurpraxis angewandt werden. Zur Ermittlung der Kategorie sind folgende Parameter relevant:
- maximal zulässiger Druck PS,
- Volumen des Behälters V oder Nenndurchmesser der Rohrleitung DN,
- Aggregatzustand des Mediums bei der der höchsten zulässigen Betriebstemperatur TS (gasförmig einschließlich überhitzten Flüssigkeiten, deren Dampfdruck bei der zulässigen maximalen Temperatur um mehr als 0,5 bar über dem normalen Atmosphärendruck (1 013 mbar) liegt oder Flüssigkeiten),
- Fluidgruppe (Fluidgruppe 1: Fluide mit besonderen Gefährdungen nach der CLP-Richtlinie (EG) Nr. 1272/2008 (Art. 13 (1) der Richtlinie), Fluidgruppe 2: sonstige Fluide).

Im Anhang II der Richtlinie sind 9 Diagramme enthalten, anhand derer die Kategorie für einen bestimmten Behälter oder Rohrleitung ermittelt werden kann.
Für die Ermittlung der Kategorie von Baugruppen ist die Einstufung des Druckgerätes mit der höchsten Kategorie einzusetzen. Abhängig von der Kategorie gibt die Druckgeräterichtlinie in Art. 14 Module oder Modulkombinationen vor, die der Hersteller anwenden kann, um den Anforderungen der Richtlinie zu genügen. Dies reicht von Modul A (Interne Fertigungsüberwachung) für Druckgeräte der Kategorie 1, die der Hersteller in Eigenverantwortung anwenden kann. Ab der Kategorie 2 muss der Hersteller eine notifizierte Stelle für Auditierungen oder Prüfungen beauftragen. Der Hersteller kann für das Konformitätsbewertungsverfahren auch Module mit Qualitätsmanagementanforderungen anwenden oder das gesamte Prüfverfahren der notifizierten Stelle übertragen, z. B. die Einzelprüfung nach Modul G. Die Konformitätsbewertungsverfahren sind im Anhang III der Richtlinie ausführlich beschrieben.

## Sicherheitsanforderungen
Die wesentliche Sicherheitsanforderungen sind im Anhang I der Richtlinie aufgeführt. Der Hersteller wird verpflichtet eine Gefahrenanalyse für das Druckgerät bzw. die Baugruppen durchzuführen. In dem Anhang I werden die Schutzziele beschrieben. Zur Erfüllung der Mindestanforderungen kann der Hersteller eine harmonisierte Norm (z. B. Normenreihe EN 13445 für unbefeuerte Druckbehälter, Normenreihe EN 13480 für industrielle Rohrleitungen, Normenreihe EN 12952 für Wasserrohrkessel, Normenreihe EN 12953 für Großwasserraumkessel) anwenden und kann dann davon ausgehen (Vermutungswirkung), dass er die grundlegenden Sicherheits- und Gesundheitsanforderungen erfüllt. Er kann aber auch andere Spezifikationen (z. B. AD 2000-Regelwerk, CODAP 2000, BS 5500, ASME Boiler and Pressure Vessel Code) anwenden, wenn er nachweist, dass er damit ebenfalls die grundlegenden Sicherheits- und Gesundheitsanforderungen erfüllt. Dies wird durch eine Notifizierte Stelle geprüft.
Der Inverkehrbringer muss mit dem Druckgerät die Konformitätserklärung und die Betriebsanleitung an den Käufer weiterleiten. Das Druckgerät bzw. die Baugruppe muss mit einem Herstellschild versehen sein, auf dem das CE-Zeichen dargestellt ist, ab Kategorie 2 zusätzlich mit der Kennziffer der notifizierten Stelle. Falls der Hersteller außerhalb der EU ansässig ist, muss dieser einen in der Union ansässigen Bevollmächtigten beauftragen, die Konformität zu erklären. Der Bevollmächtigte muss zumindest die erforderlichen Nachweise verwahren und bei Risiken mit den Behörden kooperieren.

## Betrieb von Druckgeräten
Die Druckgeräterichtlinie legt nur die Anforderungen für das Inverkehrbringen (Beschaffenheitsvorschriften) von Druckgeräten fest. Die Betriebsvorschriften für den Betreiber von Druckanlagen (überwachungsbedürftige Anlagen) sind in der Betriebssicherheitsverordnung und den hierzu veröffentlichten Technischen Regeln Betriebssicherheit (TRBS) geregelt.